# Drago Klemenčič
Drago Klemenčič, slovenski rimskokatoliški duhovnik, novinar, publicist, urednik in prevajalec, * 11. januar 1938, Stomaž, † 2. februar 2017, Ajdovščina.

## Življenjepis
Klemenčič je študiral teologijo na ljubljanski Teološki fakulteti in bil leta 1962 posvečen v duhovnika. Na Lateranski papeški univerzi v Rimu je 1971 doktoriral iz teologije in diplomiral na Višješolskem inštitutu za znanost in tehniko javnega mnenja.

## Delo
Doktor teologije in magister komunikologije Drago Klemenčič je bil skoraj četrt stoletja urednik prvega katoliškega tednika Družina (1965 do 1971 odgovorni in od 1971 do 1990 tudi glavni urednik). V začetku 90-ih let 20. stoletja pa prvi urednik novonastalega Verskega programa na TVS. Dr. Klemenčič je intelektualec primorskega porekla z razvito nacionalno zavestjo, predan ljubezni do slovenskega jezika, ki ga žlahtno goji tako v pisani, kot v govorjeni obliki. Javni delavec, katerega delovanje zaznamuje del slovenske zgodovine. Prevedel in uredil je več knjig in zbornikov: L. Jurca Moja leta v Istri pod fašizmom, 1978 (COBISS); Tvoja in moja cerkev, 1982; Slomškov simpozij v Rimu, 1983; Trinkov simpozij v Rimu, 1983. 